# Altea
Altea község Spanyolországban, Alicante tartományban. Lakosainak száma 23 963 fő (2024). Altea L’Alfàs del Pi, Benissa, Calp, Callosa d’en Sarrià, La Nucia és Jalón községekkel határos.

## Testvértelepülések
- Houffalize
- Bad Kötzting
- Bellagio
- Bundoran
- Granville
- Holstebro
- Meerssen
- Niederanven
- Préveza
- Sesimbra község
- Sherborne
- Karkkila
- Judenburg
- Chojna
- Kőszeg
- Sigulda
- Sušice
- Türi község
- Zólyom
- Prienai
- Marsaskala
- Szeretvásár
- Agrósz Lemeszú
- Škofja Loka
- Tryavna

## Népesség
A település lakosságának változását az alábbi diagram mutatja:
| Lakosok száma | 16 294 | 19 514 | 21 898 | 23 780 | 24 056 | 22 518 | 21 739 | 22 290 | 22 657 | 23 963 |
|               | 2001   | 2004   | 2006   | 2009   | 2011   | 2014   | 2016   | 2019   | 2021   | 2024   |